# Huauchinango (kommun)
Huauchinango är en kommun i Mexiko.   Den ligger i delstaten Puebla, i den sydöstra delen av landet, 140 km nordost om huvudstaden Mexico City.
Följande samhällen finns i Huauchinango:
- Huauchinango
- Tenango de las Flores
- Las Colonias de Hidalgo
- Papatlazolco
- Ahuacatlán
- Patoltecoya
- Cuautlita
- Mesa de Capulines
- Cuaxicala
- Tepetzintla de Galeana
- Ozomatlán
- Tzahuinco
- Tlalmaya
- Puga
- San Miguel Acuautla
- Xopanapa
- Colonia PEMEX
- Cuauxinca
- Alseseca
- Michiuca
- Ayohuixcuautla
- Santiago
- Matlaluca
- Texcapa
- Santa Catalina
- Tlalcoyunga
- Tenohuatlán
- Chicuase
- Los Capulines
- Venta Chica
- Los Girasoles
- Cacamotla
- Tepehuaquila
- El Mirador